# OU-20
L'autoroute OU-20 est une voie rapide urbaine en projet en Espagne qui va pénétrer Ourense par le nord depuis l'A-56/A-76 en venant de Lugo ou Ponferrada.